# 馬里亞尼夫卡 (巴爾區)
48°52′33″N 27°41′9″E / 48.87583°N 27.68583°E
馬里亞尼夫卡（烏克蘭語：Мар'янівка），是烏克蘭的村落，位於該國西南部文尼察州，由日梅林卡區負責管轄，始建於1480年，面積1.56平方公里，海拔高度255米，2001年人口453，人口密度每平方公里290.2人。